# (100342) 1995 SH51
(100342) 1995 SH51 es un asteroide perteneciente al cinturón de asteroides, descubierto el 26 de septiembre de 1995 por el equipo del Spacewatch desde el Observatorio Nacional de Kitt Peak, Arizona, Estados Unidos.

## Designación y nombre
Designado provisionalmente como 1995 SH51.

## Características orbitales
1995 SH51 está situado a una distancia media del Sol de 2,242 ua, pudiendo alejarse hasta 2,243 ua y acercarse hasta 2,240 ua. Su excentricidad es 0,000 y la inclinación orbital 5,106 grados. Emplea 1226 días en completar una órbita alrededor del Sol.

## Características físicas
La magnitud absoluta de 1995 SH51 es 16,6.